# 1月9日
1月9日（いちがつここのか）は、グレゴリオ暦で年始から9日目に当たり、年末まであと356日（閏年では357日）ある。

## できごと
- 1127年（靖康元年11月5日） - 靖康の変: 金の軍勢によって首府開封が陥落、北宋が滅亡し、皇帝欽宗と太上皇徽宗は金に連行。
- 1260年（正元元年11月26日） - 日本の皇室の系統が持明院統と大覚寺統に分裂する。
- 1788年 - コネチカット植民地がアメリカ合衆国憲法に批准し、アメリカ合衆国5番目の州・コネチカット州となる。
- 1806年 - イギリス海軍提督ホレーショ・ネルソンの、イギリスでは君主以外では初となる国葬が行われる。
- 1822年 - ポルトガル王太子ペドロが、父王ジョアン6世の命に反し、ブラジル摂政としてブラジルに残ることを決める。
- 1861年 - 南北戦争: ミシシッピ州がアメリカ合衆国を脱退。
- 1863年 - 南北戦争: アーカンソー・ポストの戦いが始まる。
- 1878年 - ウンベルト1世がイタリア王に即位。
- 1879年 - 大蔵省商務局を設置。
- 1885年 - 日本と李氏朝鮮の間で漢城条約が締結される。
- 1891年 - 第一高等中学校講師の内村鑑三が教育勅語への拝礼をキリスト教徒の立場から拒否したため免職。（不敬事件）
- 1905年 - サンクトペテルブルク冬宮殿前広場で、血の日曜日事件勃発。グレゴリウス暦1月22日。
- 1916年 - 第一次世界大戦: ガリポリの戦い。英軍部隊がヘレス岬からの離脱を終了。
- 1918年 - 三俣の大雪崩: 新潟県三俣村（現・湯沢町）で大規模な雪崩が発生、死者155名。記録に残るものでは日本最悪の雪崩災害。
- 1923年 - スペイン人のフアン・デ・ラ・シエルバが開発したオートジャイロが初飛行。
- 1932年 - ドイツが、第一次世界大戦の賠償金358億マルクの支払不可能を宣言。
- 1932年 - 春秋園事件: 日本相撲協会の体質を不満として天龍三郎ら出羽ノ海部屋の32名の関取が協会を脱退[1]。
- 1941年 - 第二次世界大戦: イギリス空軍により爆撃機「アブロ ランカスター」が初飛行。
- 1943年 - 第二次世界大戦: 汪兆銘政権（南京国民政府）が米英に宣戦布告。
- 1943年 - 汪兆銘政権と日本が、中国に有する専管租界返還と治外法権撤廃を定めた協定に調印。
- 1945年 - 第二次世界大戦・ルソン島の戦い: 米軍がルソン島上陸を開始。
- 1950年 - イスラエル・デンマークが中華人民共和国を承認。
- 1951年 - 国際連合本部ビルが竣工。
- 1952年 - 電気通信省（後の電電公社）が慶弔電報の取扱いを再開。
- 1964年 - パナマ運河地帯の高校で米国国旗だけを掲揚したことから暴動化。米軍の発砲で両国民に死者が出る。（国旗事件）
- 1964年 - 警視庁が、個展に模造千円札を出品した画家・赤瀬川原平を通貨及証券模造取締法違反容疑で任意取調べ。
- 1966年 - 神奈川県川崎市川崎駅前にて金井ビル火災が発生。
- 1968年 - アラブ石油輸出国機構（OAPEC）結成。
- 1968年 - マラソン選手円谷幸吉が自殺。
- 1972年 - 退役後、洋上大学への改装のため香港に係留されていた豪華客船「クイーン・エリザベス」で火災が発生し、転覆。
- 1975年 - ビートルズ解散。
- 1985年 - 東京・両国に新国技館が落成。
- 1985年 - 北九州モノレール小倉線が開業[2]。
- 1996年 - 足立区で女性の首なし焼死体が発見される。（足立区首なし殺人事件）
- 2005年 - スーダン政府と反政府組織のスーダン人民解放軍が包括和平協定を締結。
- 2005年 - 前年11月のヤーセル・アラファートの死去に伴いパレスチナ自治政府の大統領選挙（英語版）が行われ、PLO議長マフムード・アッバースが当選。
- 2006年 - 『オペラ座の怪人』が『キャッツ』を抜き、ブロードウェイ・ロングラン記録を更新。
- 2007年 - 日本の防衛庁が省に昇格して防衛省が発足[3]。
- 2007年 - Appleが初代iPhoneを発表[4]。
- 2013年 - 大阪市立桜宮高等学校で体罰自殺事件が発覚[5]。
- 2018年 - 韓国が、従軍慰安婦問題を巡る2015年12月の日韓合意について、日本に再交渉を求めない方針を示す[6]。
- 2018年 - 日本アンチ・ドーピング機構が、2017年9月に開催されたカヌー・スプリント日本選手権で、小松正治選手がドリンクに他の選手から禁止薬物を混入され、ドーピング違反で資格停止となっていた事実を公表。
- 2021年 - ジャカルタ発ポンティアナク行きのスリウィジャヤ航空SJ182便の旅客機が、離陸直後にジャカルタ北方の海に墜落[7]。（スリウィジャヤ航空182便墜落事故）
- 2025年 - ジミー・カーターアメリカ合衆国元大統領の国葬が執り行われる。

## 誕生日

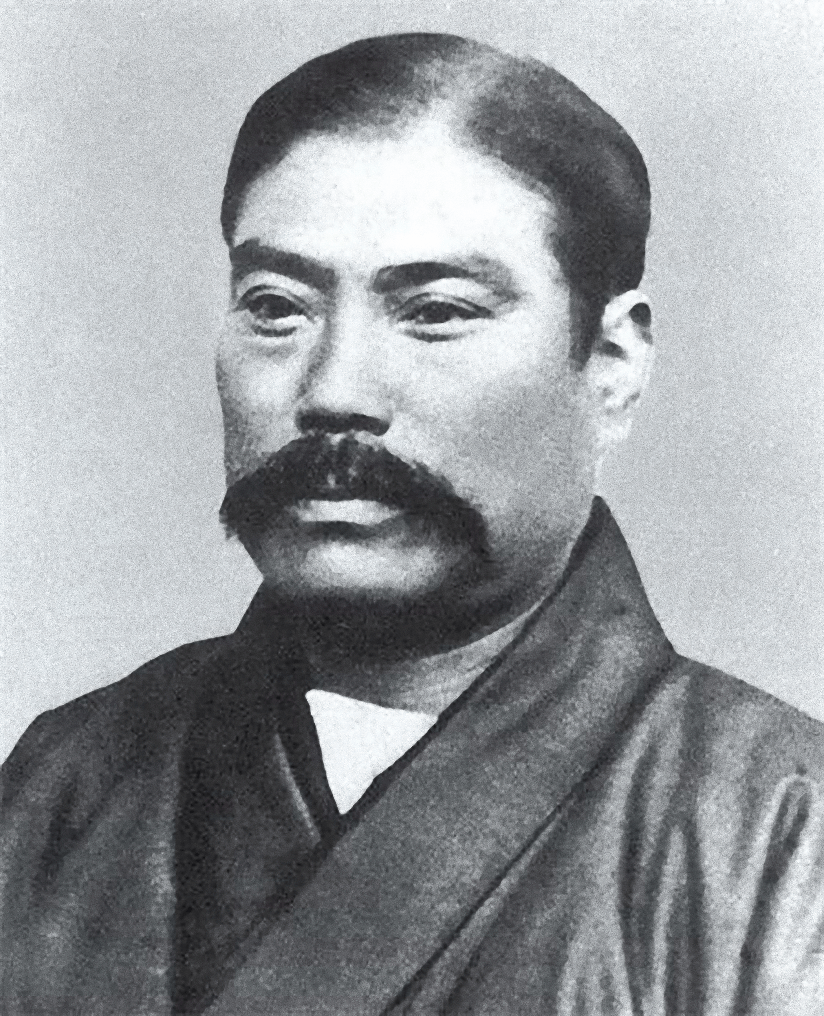
実業家岩崎弥太郎(1835-1885)誕生。三菱商会を創立し、海運業からの多角化によって、三菱財閥（現：三菱グループ）の基礎を築きあげた。

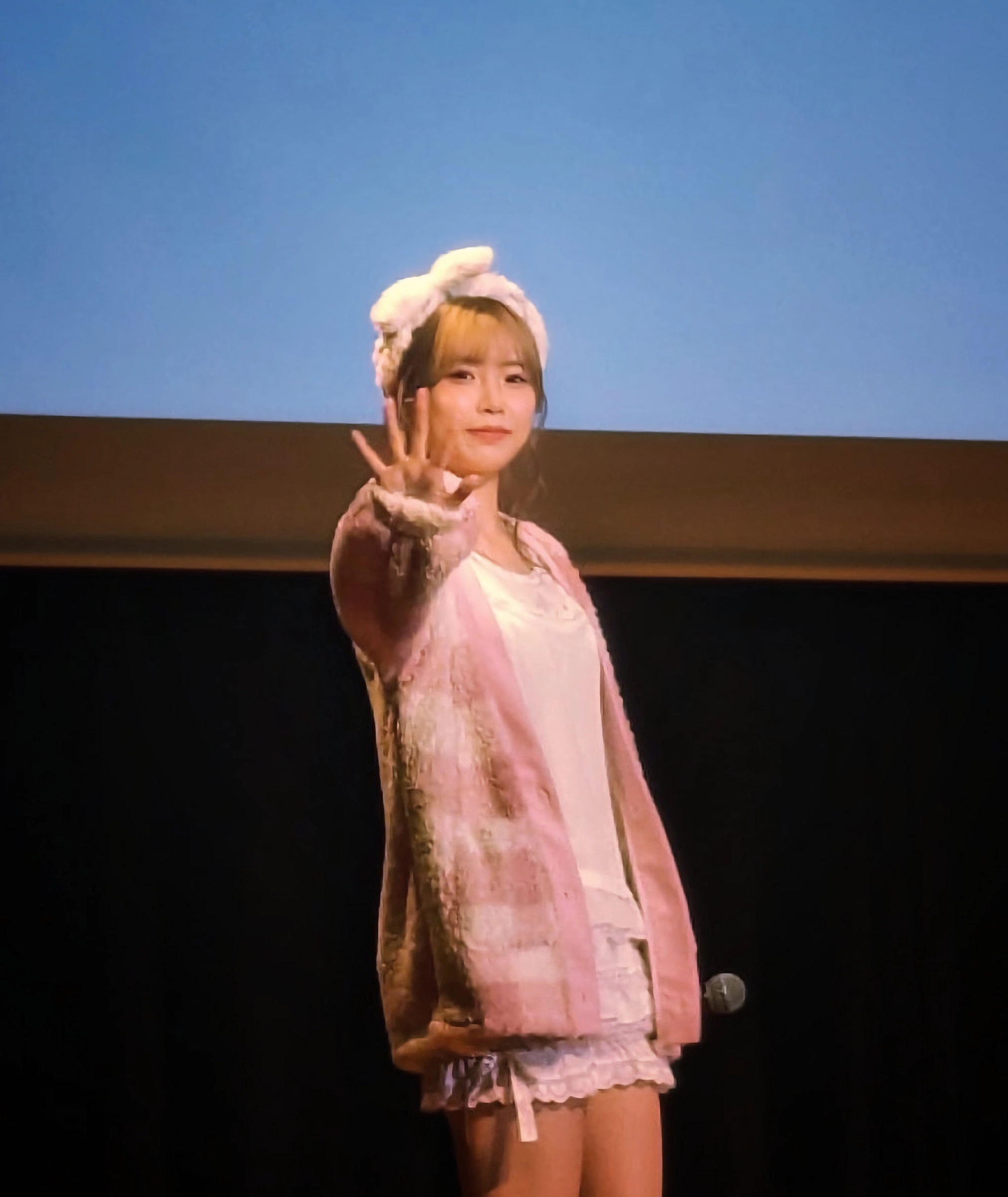
コスプレイヤー、声優Liyuu(1997-)誕生。

- 1616年（元和元年11月20日） - 前田光高、第3代加賀藩主（+ 1645年）
- 1624年（元和9年11月19日） - 明正天皇、第109代天皇（+ 1696年）
- 1673年（寛文12年11月22日） - 森長直、第2代西江原藩主、初代赤穂藩主（+ 1722年）
- 1674年 - ラインハルト・カイザー、作曲家（+ 1739年）
- 1693年（元禄6年12月14日） - 相良長興、第5代人吉藩主（+ 1734年）
- 1756年（宝暦5年12月8日） - 戸田氏教、第7代大垣藩主（+ 1806年）
- 1805年（文化元年12月9日） - 松平定通、第11代松山藩主（+ 1835年）
- 1812年（文化8年11月25日） - 丹羽氏賢、第5代三草藩主（+ 1854年）
- 1829年 - アドルフ・シュラーギントヴァイト、植物学者、探検家（+ 1857年）
- 1835年（天保5年12月11日） - 岩崎弥太郎、実業家、三菱財閥の創業者（+ 1885年）
- 1872年（明治4年11月29日） - 三矢重松、国語学者、国文学者（+ 1923年）
- 1875年 - ガートルード・ヴァンダービルト・ホイットニー、彫刻家（+ 1942年）
- 1876年 - ロベルト・ミヒェルス、社会学者、歴史学者（+ 1936年）
- 1879年 - 半澤洵、農学者、北海道帝國大學名誉教授、市立名寄短期大学初代学長（+ 1972年）
- 1883年 - チャールズ・ベーコン、陸上競技選手（+ 1968年）
- 1890年 - カレル・チャペック、劇作家（+ 1938年）
- 1891年 - 朝比奈宗源、僧侶、臨済宗円覚寺派管長（+ 1979年）
- 1894年 - 柳本柳作、海軍軍人（+ 1942年）
- 1895年 - 増本量、金属物理学者（+ 1987年）
- 1896年 - 石橋犀水、書家、書道教育家（+ 1993年）
- 1902年 - アン・ニクソン・クーパー、市民活動家（+ 2009年）
- 1903年 - 藤田信男、野球選手（+ 1991年）
- 1906年 - オスカー・ドミンゲス、画家、美術家（+ 1957年）
- 1908年 - シモーヌ・ド・ボーヴォワール、作家、哲学者（+ 1986年）
- 1913年 - リチャード・ニクソン、政治家、第37代アメリカ合衆国大統領（+ 1994年）
- 1918年 - 鈴木田登満留、プロ野球選手（+ 没年不詳）
- 1920年 - セルジオ・スカリエッティ、「カロッツェリア・スカリエッティ」の創業者（+ 2011年）
- 1921年 - ルーファス・ゲインズ、プロ野球選手（+ 没年不詳）
- 1923年 - 高柳重信、俳人（+ 1983年）
- 1924年 - アレクセイ・コンスタンチノヴィッチ・レベデフ、チューバ奏者、作曲家 (+ 1992年)
- 1924年 - セルゲイ・パラジャーノフ、映画監督（+ 1990年）
- 1925年 - 三条町子、歌手（+ 2022年）
- 1925年 - リー・ヴァン・クリーフ、俳優（+ 1989年）
- 1927年 - 中山研一、刑法学者（+ 2011年）
- 1928年 - 汐路章、俳優（+ 1994年）
- 1929年 - ハイナー・ミュラー、劇作家、演出家（+ 1995年）
- 1933年 - 伊藤竹男、元調教師、元騎手
- 1933年 - 藤島泰輔、小説家、評論家（+ 1997年）
- 1934年 - 弘瀬昌彦、元プロ野球選手
- 1934年 - バート・スター、元アメリカンフットボール選手（+ 2019年）
- 1935年 - 井上三千男、俳優
- 1935年 - 小淵泰輔、元プロ野球選手（+ 2011年）
- 1936年 - 石川武、バスケットボール指導者
- 1937年 - 森祗晶、元プロ野球選手、監督
- 1938年 - 伊吹文明、政治家
- 1938年 - 松鶴家千とせ、漫談家、歌手、作詞家（+ 2022年）
- 1938年 - 大林宣彦、映画監督（+ 2020年）
- 1939年 - 西田佐知子、元歌手
- 1940年 - 田島征三、絵本作家
- 1940年 - 田島征彦、絵本作家
- 1940年 - ピエール・ギュヨタ、小説家（+ 2020年）
- 1940年 - 東君平、絵本作家、童話作家（+ 1986年）
- 1941年 - ジョーン・バエズ、シンガーソングライター
- 1941年 - 龍虎勢朋、タレント、俳優、元大相撲力士（+ 2014年）
- 1941年 - ジョン・エレンビー、実業家、開発者（+ 2016年）
- 1941年 - 高木一巳、元プロ野球選手
- 1944年 - ジミー・ペイジ、ギタリスト
- 1947年 - 岸部一徳、俳優
- 1948年 - 石井明三、政治家、元京都府京田辺市長
- 1949年 - 宮地佑紀生、パーソナリティ
- 1949年 - 甲斐和雄、元プロ野球選手
- 1949年 - 白幡洋三郎、造園学者、国際日本文化研究センター名誉教授（+ 2022年）
- 1950年 - 南佳孝、シンガーソングライター
- 1950年 - 村井英司、元プロ野球選手
- 1950年 - 長坂一、実業家
- 1951年 - 長島忠美、政治家、衆議院議員（+ 2017年）
- 1953年 - 宗茂、元マラソン選手
- 1953年 - 宗猛、元マラソン選手
- 1954年 - 尾崎健夫、プロゴルファー
- 1955年 - 遠藤雄幸、政治家、実業家
- 1958年 - 橋口英子、元バレーボール選手
- 1959年 - 上田誠仁、陸上競技選手
- 1959年 - リゴベルタ・メンチュウ、グアテマラの人権活動家
- 1960年 - 斎藤肇、推理作家
- 1960年 - 西村徳文、元プロ野球選手、監督
- 1961年 - 吉田達也、ドラマー、作曲家
- 1961年 - 三浦恭資、自転車プロロードレーサー
- 1962年 - 西村ミツル、漫画原作者
- 1963年 - 五十嵐麗、声優
- 1963年 - マイケル・エバーソン、言語学者
- 1964年 - 塚田きよみ、元女優
- 1965年 - 一路真輝、女優
- 1966年 - 鈴木美香、フリーアナウンサー、女優
- 1968年 - 藤田幸子、元バレーボール選手
- 1969年 - 水口栄二、元プロ野球選手
- 1969年 - 清水市代、女流将棋棋士
- 1970年 - 合田雅吏、俳優
- 1970年 - 佐藤ドミンゴ、ラジオパーソナリティー、俳優
- 1970年 - 及川麻衣、元女優
- 1971年 - 三笑亭夢花、落語家
- 1971年 - エリザベス・プンサラン、フィギュアスケート選手
- 1972年 - 中川祐子、フリーアナウンサー
- 1973年 - マグナムTOKYO、プロレスラー
- 1973年 - 若井おさむ、お笑い芸人
- 1973年 - パク・ソンウン、俳優
- 1973年 - ショーン・ポール、レゲエミュージシャン
- 1974年 - 木山仁、空手家
- 1974年 - 岡本真夜、歌手
- 1974年 - 武田豊樹、競輪選手、元スピードスケート選手
- 1974年 - 野瀬育二、声優
- 1974年 - 柴崎真人、俳優、タレント
- 1974年 - 小堀裕之、お笑い芸人（2丁拳銃）
- 1974年 - 篠原健太、漫画家
- 1974年 - 高梨利洋、元プロ野球選手
- 1975年 - 赤江珠緒、アナウンサー
- 1975年 - 清水将海、元プロ野球選手
- 1975年 - デイモン・マイナー、元プロ野球選手
- 1978年 - 高野八誠、俳優
- 1978年 - 占部房子、女優
- 1978年 - 伊藤俊介、プロボクサー、元日本ライト級王者
- 1978年 - 北川智規、元プロ野球選手
- 1978年 - 平山智規、元サッカー選手
- 1978年 - A.J.、ミュージシャン（バックストリート・ボーイズ）
- 1978年 - 占部房子、女優
- 1979年 - 伴都美子 、歌手（Do As Infinity）
- 1979年 - 高崎拓郎、俳優、元声優
- 1979年 - 神島崇、元プロ野球選手
- 1980年 - 水沢史絵[8]、声優
- 1980年 - 川島蹴太、歌手
- 1980年 - 西山道隆、元プロ野球選手
- 1980年 - セルヒオ・ガルシア、プロゴルファー
- 1981年 - 橘実里、女優
- 1981年 - 中山うり、シンガーソングライター、美容師
- 1982年 - DJ BOOBY、DJ（ET-KING）
- 1982年 - 田中雅彦、元プロ野球選手
- 1982年 - キャサリン妃、イギリス王室ウィリアム王太子の妃
- 1982年 - トニー・ペーニャ、元プロ野球選手
- 1983年 - 山崎みどり、タレント、元レースクイーン
- 1983年 - くぼてんき、気象予報士、紙芝居師
- 1984年 - 金田美香[9]、タレント、女優
- 1984年 - 高橋トオル、声優、気象予報士
- 1984年 - 平川美香、歌手
- 1984年 - 蒼国来栄吉、元大相撲力士、年寄9代荒汐
- 1984年 - 外崎潤、元アイスホッケー選手
- 1985年 - 高橋りか、タレント
- 1985年 - 齋藤舞、ミュージカル俳優
- 1985年 - 芝井美香、女優、声優
- 1986年 - 明石健志、元プロ野球選手
- 1986年 - 石井寛子、競輪選手
- 1986年 - 盛山晋太郎、お笑い芸人（見取り図）
- 1987年 - 甲斐麻美、元女優
- 1987年 - 井上真央、女優
- 1988年 - キャサリン・コペリー、フィギュアスケート選手
- 1988年 - 小野茜、グラビアアイドル、タレント
- 1989年 - 池見典子、グラビアアイドル
- 1989年 - ミハエラ・クライチェク、テニス選手
- 1989年 - ニーナ・ドブレフ、女優、モデル
- 1989年 - ヤナ・マクシマワ、陸上競技選手
- 1989年 - 田村優、ラグビー選手
- 1990年 - 森本晋太郎 - お笑い芸人（トンツカタン）
- 1990年 - 伊藤未希、女優
- 1990年 - 鈴木沙織、スキーハーフパイプ選手
- 1990年 - 廣永遼太郎、サッカー選手
- 1990年 - 早田功駿、騎手
- 1990年 - ステファナ・ベリコビッチ、バレーボール選手
- 1991年 - 黒川ティム、俳優、歌手（元PrizmaX）
- 1991年 - 真凛、タレント、女優
- 1991年 - 三遊亭らっ好、落語家
- 1991年 - 福谷浩司、プロ野球選手
- 1991年 - 笠原将生、元プロ野球選手
- 1992年 - 方博、卓球選手
- 1993年 - 爲井椋允、俳優、モデル、ダンサー、歌手
- 1993年 - レオナルド・ウルヘエス、プロ野球選手
- 1994年 - 子安光樹、声優
- 1995年 - 宮崎珠子、声優
- 1995年 - 池田圭太、元サッカー選手
- 1996年 - 小泉遥[10]、モデル（元Doll☆Elements）
- 1996年 - 奥中美衣、女優
- 1996年 - 永原和可那、バドミントン選手
- 1996年 - ジェイコブ・ニックス、プロ野球選手
- 1997年 - 西畑大吾、アイドル（なにわ男子）
- 1997年 - Liyuu、コスプレイヤー、歌手、声優（Liella!）
- 1997年 - 花岡星也、声優
- 1997年 - 矢野七海、女優
- 1997年 - 高橋在人、ラグビー選手
- 1998年 - 矢部昌暉、歌手、俳優（DISH//）
- 1999年 - マレク・フルプ、プロ野球選手
- 2000年 - 眞栄田郷敦、俳優、モデル
- 2000年 - ジフン、アイドル（TRCNG）
- 2001年 - 竹内唯人、歌手
- 2001年 - 音井結衣、アイドル（SWEET STEADY）
- 2002年 - 荒井芽依、アイドル（LINKL PLANET）
- 2004年 - 鈴木愛菜、アイドル（SKE48）
- 2006年 - 遠藤理子、アイドル（櫻坂46）
- 生年不詳 - 小畑友紀[11]、漫画家
- 生年不詳 - 雪妃真矢[12]、プロレスラー
- 生年不詳 - 歩サラ[13]、声優
- 生年不詳 - 岡本理絵[14]、声優
- 生年不詳 - 篠田佳歩、声優、アイドル
- 生年不詳 - 神山羊[15]、シンガーソングライター
- 生年不詳 - 吉永加世子[16]、歌手

## 忌日
- 642年（舒明天皇13年12月3日） - 船王後、貴族
- 940年（天慶2年11月22日） - 源宗于、歌人
- 1263年（弘長2年11月28日） - 親鸞、浄土真宗の宗祖とされる僧（* 1173年）
- 1283年（至元19年12月8日） - 文天祥、南宋の政治家（* 1236年）
- 1499年 - ヨハン・ツィーツェロ、ブランデンブルク選帝侯（* 1455年）
- 1514年 - アンヌ・ド・ブルターニュ、ブルターニュ女公・フランス王妃（* 1477年）
- 1561年（永禄3年12月24日） - 尼子晴久、出雲国の戦国大名（* 1514年）
- 1608年（慶長12年11月22日） - 宇都宮国綱、下野国の戦国大名（* 1568年）
- 1757年 - ベルナール・フォントネル、著述家（* 1657年）
- 1774年 - ジャック・フランソワ・ブロンデル、建築家、建築理論家（* 1705年）
- 1799年 - マリア・ガエターナ・アニェージ、数学者、哲学者（* 1718年）
- 1832年 - カール・フォン・キューゲルゲン、画家（* 1772年）
- 1848年 - カロライン・ハーシェル、天文学者（* 1750年）
- 1851年 - ミシェル・マルタン・ドロラン、画家（* 1789年）
- 1873年 - ナポレオン3世、フランス皇帝（* 1808年）
- 1878年 - ヴィットーリオ・エマヌエーレ2世、イタリア初代国王（* 1820年）
- 1884年 - ヴィト・ダンコーナ、画家（* 1825年）
- 1904年 - 井伊直憲、第16代彦根藩主（* 1848年）
- 1904年 - チャールズ・フォスター、第40代アメリカ合衆国財務長官（* 1828年）
- 1905年 - ルイーズ・ミシェル、無政府主義運動家（* 1830年）
- 1908年 - ヴィルヘルム・ブッシュ、画家、詩人（* 1832年）
- 1918年 - 柳川春葉、小説家、劇作家（* 1877年）
- 1918年 - アーサー・ヘスケス・グルーム、実業家、神戸倶楽部創設者（* 1846年）
- 1922年 - 竹内綱、自由民権運動の活動家、自由党衆議院議員（* 1841年）
- 1923年 - キャサリン・マンスフィールド、小説家（* 1888年）
- 1925年 - 木内重四郎、京都府知事（* 1866年）
- 1927年 - ヒューストン・ステュアート・チェンバレン、思想家（* 1855年）
- 1931年 - 2代目桂小文枝、落語家（* 1878年）
- 1933年 - ダフネ・アクハースト、テニス選手（* 1903年）
- 1935年 - 藤本喜久雄、日本海軍の造船少将（* 1888年）
- 1936年 - ジョン・ギルバート、俳優（* 1899年）
- 1937年 - 松瀬青々、俳人（* 1869年）
- 1939年 - ヨハン・シュトラウス3世、音楽家（* 1866年）
- 1947年 - カール・マンハイム、社会学者（* 1893年）
- 1955年 - 潮恵之輔、官僚、第44代文部大臣、第47代内務大臣（* 1881年）
- 1957年 - 有馬頼寧、第2代日本中央競馬会理事長（有馬記念創設者）、プロ野球球団オーナー（* 1884年）
- 1961年 - エミリー・グリーン・ボルチ、雑誌編集者、平和主義運動家（* 1867年）
- 1964年 - 八波むと志、コメディアン（* 1926年）
- 1966年 - 桃井直美、政治家、官僚、官選岐阜県知事、公選高知県知事（* 1896年）
- 1966年 - 三木龍喜、テニス選手（* 1904年）
- 1968年 - 円谷幸吉、マラソン選手（* 1940年）
- 1970年 - 佐久間鼎、心理学者、言語学者、元東洋大学学長（* 1888年）
- 1971年 - エルマー・フリック、元プロ野球選手（* 1876年）
- 1974年 - 高津正道、衆議院副議長（* 1893年）
- 1976年 - 市川小文治、俳優（* 1893年）
- 1976年 - ルーペルト・ヴィルト、天文学者（* 1905年）
- 1981年 - カジミェシュ・セロツキ、作曲家（* 1922年）
- 1983年 - 中川一郎、政治家（* 1925年）
- 1985年 - 藤井日達、日本山妙法寺大僧伽を創始した僧（* 1885年）
- 1985年 - 左藤義詮、政治家、第9代防衛庁長官、公選第4代 - 6代大阪府知事（* 1899年）
- 1986年 - 新田恭一、元プロ野球監督（* 1898年）
- 1988年 - 西本三十二、教育学者（* 1899年）
- 1988年 - 宇野重吉、俳優（* 1914年）
- 1989年 - ビル・テリー、元プロ野球選手（* 1898年）
- 1989年 - マーシャル・ストーン、数学者（* 1903年）
- 1989年 - 斉藤一之、高校野球指導者（* 1929年）
- 1990年 - スパッド・チャンドラー、元プロ野球選手（* 1907年）
- 1992年 - クロード・コーツ、アニメーション美術監督（* 1913年）
- 1994年 - サイラス・ホーガン、ブルース歌手、ギタリスト（* 1911年）
- 1994年 - 松谷翠、ピアニスト、ミュージシャン（* 1943年）
- 1995年 - スパーヌウォン、初代ラオス人民民主共和国主席（* 1909年）
- 1996年 - ウォルター・M・ミラー・ジュニア、SF作家（* 1923年）
- 1996年 - 平岡千之、外交官（* 1930年）
- 1998年 - 福井謙一、化学者、京都大学・京都工芸繊維大学名誉教授、アジア初のノーベル化学賞受賞者（* 1918年）
- 1999年 - 芦田伸介、俳優（* 1917年）
- 2001年 - 池田満枝、第58・59・60代内閣総理大臣池田勇人夫人（* 1913年）
- 2001年 - 林雅子、建築家（* 1928年）
- 2001年 - 戴国煇、農学者、作家（* 1931年）
- 2002年 - 今井繁三郎、画家（* 1910年）
- 2003年 - 森下直人、実業家、元ドリームステージエンターテインメント社長（* 1960年）
- 2004年 - 桑原敬一、官僚、政治家、元労働事務次官、元福岡市長（* 1922年）
- 2004年 - 石濱恒夫、作家、作詞家、脚本家（* 1923年）
- 2005年 - 橋本幸治、映画監督（* 1936年）
- 2006年 - 大島博光、フランス文学者、詩人（* 1910年）
- 2006年 - アンディ・カルデコット、オフロードレーサー（* 1964年）
- 2007年 - ジャン＝ピエール・ヴェルナン、歴史学者、人類学者、コレージュ・ド・フランス名誉教授（* 1914年）
- 2008年 - 高杉一郎、小説家、翻訳家（* 1908年）
- 2008年 - 住吉弘人、実業家、元コスモ石油社長（* 1922年）
- 2008年 - 月本裕、作家、雑誌編集者（* 1960年）
- 2009年 - ジャン・サッシ、軍人（* 1917年）
- 2009年 - 奥田道昭、指揮者（* 1927年）
- 2010年 - 宮澤健一、経済学者、第9代一橋大学学長、一橋大学名誉教授（* 1925年）
- 2010年 - 真木利一、ピアニスト（* 1927年）
- 2010年 - パナヨト・パノ、サッカー選手（* 1939年）
- 2010年 - エフゲニー・パラディエフ、アイスホッケー選手（* 1948年）
- 2011年 - ピーター・イェーツ、映画監督、映画プロデューサー（* 1929年）
- 2012年 - 小泉淳作、日本画家（* 1924年）
- 2012年 - 藤沼貴、ロシア文学者、早稲田大学名誉教授（* 1931年）
- 2012年 - マラム・バカイ・サニャ、政治家、政治学者、第8代ギニアビサウ大統領（* 1947年）
- 2013年 - 藤田良雄、天文学者、東京大学名誉教授（* 1908年）
- 2013年 - ウィリス・ページ、指揮者、読売日本交響楽団初代常任指揮者（* 1918年）
- 2013年 - ジェームズ・M・ブキャナン、経済学者、財政学者、ノーベル経済学賞受賞者（* 1919年）
- 2013年 - 片山利弘、グラフィックデザイナー、画家（* 1928年）
- 2013年 - リザナ・ナシカ、元メイド、サウジアラビアの死刑囚（* 1988年）
- 2014年 - 片岡文雄、詩人（* 1933年）
- 2014年 - デール・モーテンセン、経済学者、ノーベル経済学賞受賞者（* 1939年）
- 2015年 - 須崎勝彌、脚本家、小説家（* 1922年）
- 2015年 - 高瀬文志郎、天文学者、東京大学名誉教授（* 1924年）
- 2015年 - ペダー・ペダーセン、自転車競技選手（* 1945年）
- 2015年 - ユゼフ・オレクスィ、政治家、ポーランド第三共和制第7代首相（* 1946年）
- 2016年 - 吉野實、官僚、第13代防衛事務次官（* 1924年）
- 2016年 - 桂春団治（三代目）、落語家（* 1930年）
- 2017年 - ジグムント・バウマン、社会学者（* 1925年）
- 2017年 - レックス・キング、プロレスラー（* 1961年）
- 2018年 - アレクサンドル・ヴェデルニコフ、オペラ歌手（* 1927年）
- 2018年 - マリオ・ペルニオーラ、美学者、哲学者（* 1941年）
- 2018年 - 安森敏隆、歌人、日本近代文学研究者、同志社女子大学名誉教授（* 1942年）
- 2019年 - アナトリー・ルキヤノフ、政治家、法学博士、詩人、元ソビエト連邦最高会議議長（* 1930年）
- 2019年 - 青山丘、政治家（* 1941年）
- 2019年 - 冷泉公裕、俳優、演出家（* 1947年）
- 2020年 - パンピロ・フィルポ、プロレスラー（* 1930年）
- 2020年 - イヴァン・パッセル、映画監督、脚本家（* 1933年）
- 2020年 - マイク・レズニック、SF作家（* 1942年）
- 2020年 - ユフレイズ・ケジラハビ、小説家、詩人、学者（* 1944年）
- 2020年（死去公表日） - 山口祐司、アニメーション監督、演出家（* 生年非公開）
- 2021年 - 左藤恵、政治家、第45代郵政大臣、第53代法務大臣、第25代国土庁長官（* 1924年）
- 2021年 - 笠井智一、元海軍戦闘機パイロット（* 1926年）
- 2021年 - 川上哲郎、実業家、元住友電気工業会長、元関西経済連合会会長（* 1928年）
- 2021年 - 井上隆明、文芸評論家、元秋田経済法科大学学長（* 1930年）
- 2021年 - 日倉士歳朗、ミュージシャン（* 1952年）
- 2021年 - 中野亜里、政治学者（* 1960年）
- 2022年 - 森岡清美、社会学者、、東京教育大学名誉教授、成城大学名誉教授（* 1923年）
- 2022年 - 井上昭、映画監督（* 1928年）
- 2022年 - 海部俊樹、政治家、第76、77代内閣総理大臣（* 1931年）
- 2022年 - 福田晃、国文学者、民俗学者、立命館大学名誉教授（* 1932年）
- 2022年 - ジェームズ・エムトゥーメ、ジャズ／R&Bシンガーソングライター、ラジオDJ（* 1946年）
- 2022年 - マリア・ユーイング、オペラ歌手（* 1950年）
- 2022年 - ボブ・サゲット、コメディアン、俳優、映画監督（* 1956年）
- 2023年 - カール・アレクサンダー・ミュラー、物理学者、ノーベル物理学賞受賞者（* 1927年）
- 2023年 - 佐藤幹夫、数学者、京都大学数理解析研究所名誉教授（* 1928年）
- 2023年 - 松平頼暁、作曲家、生物物理学者（* 1931年）
- 2023年 - 安藤満、編集者、実業家、元文藝春秋社長（* 1931年）
- 2023年 - 竹村次郎、作曲家、編曲家（* 1933年）
- 2023年 - 岸義人、有機合成化学者、ハーバード大学名誉教授（* 1937年）
- 2023年 - チャールズ・シミック、詩人（* 1938年）
- 2023年 - メリンダ・ディロン、女優（* 1939年）
- 2023年 - 横山紘一、仏教学者、立教大学名誉教授（* 1940年）
- 2023年 - シンシィ・パウエル、バスケットボール選手（* 1942年）
- 2024年 - 大内秀明、経済学者、東北大学名誉教授（* 1932年）
- 2024年 - 田久保忠衛、外交評論家、政治学者（* 1933年）
- 2024年 - 宮本貞雄、アニメーター、キャラクターデザイナー、アートデザイナー（* 1937年）
- 2024年 - 谷川道子、ドイツ文学者、東京外国語大学名誉教授（* 1946年）
- 2024年 - 片瀬和夫、画家、芸術家（* 1947年）
- 2024年 - 坂井千明、競馬評論家、元騎手（* 1951年）
- 2025年 - 三井環、検察官（* 1944年）
- 2025年 - MAYA MAXX、画家、イラストレーター（* 1961年）
- 2025年 - 山峰潤也、キュレーター（* 1983年）

## 記念日・年中行事
- 成人の日（ 日本）※1月第2月曜日（2006年、2012年、2017年、2023年など）
- 殉教者の日（英語版）（ パナマ）
1946年のこの日、アメリカ統治下のパナマ運河地帯の高校でアメリカ国旗だけを掲揚したことから住民が暴動を起こし、米軍の発砲で両国民に死者が出た。
- ジャマイカブルーマウンテンコーヒーの日（ 日本）
ジャマイカコーヒー輸入協議会が制定。ジャマイカ産コーヒーの名物であるブルーマウンテンコーヒーのさらなる普及が目的。日付は、ジャマイカ産コーヒーがキングストン港より日本に向けて初めて1400袋（1袋60kg）もの大量出荷をした1967年のこの日から[17]。
- クイズの日、とんちの日[要出典]（ 日本）
とんちで有名な一休さん（一休宗純）から、「いっ（1）きゅう（9）」の語呂合せ。
- 風邪の日（ 日本）
寛政7年1月9日（1795年2月27日）、陸奥国宮城郡霞目村（現在の宮城県仙台市若林区霞目）出身の横綱谷風梶之助が流感（風邪）で現役35連勝のまま亡くなったことに由来。
- 前橋初市まつり（ 日本）
前橋三大まつりの一つである前橋初市まつりは、その昔、毎月4と9の日に開かれていた日用雑貨や生糸の市を起源にする。厩橋城主、酒井重忠候の時代から始まった400年の歴史を誇る伝統行事で、通称「だるま市」の名で親しまれる。本町通り（国道50号線）や、前橋市中心市街では、だるまや縁起物などの市が軒を連ねる[18]。
- 十日恵比須神社 開運御座・徒歩参り（ 日本）
例年1月8日から11日にかけて、福岡県福岡市博多区にある十日恵比須神社でに正月大祭が行われる。9日から10日にかけては新春の縁起を祝う神事「開運御座」が行われる。また、午後には博多券番の芸妓衆が歩いて参拝する「かち詣り」が行われる[19]。